# Вільям Годфрі
Вільям Годфрі (англ. William Godfrey; 25 вересня 1889, Ліверпуль — 22 січня 1963, Лондон) — англійський католицький священник, дипломат Ватикану, представник Святого Престолу в Польщі, пізніше архієпископ Ліверпульський і Вестмінстерський, кардинал.

## Біографія
Годфрі отримав освіту в Ушау коледжі в Даремі, потім поїхав до Риму, де 28 жовтня 1916 був висвячений на священника і продовжив навчання в Папському Григоріанському університеті (1916-1918). Після закінчення університету він повернувся до Великої Британії та працював священником в Архиєпархії Ліверпуля та читав лекції в коледжі Ушау. У жовтні 1930 року йому присвоєно звання прелат папського дому. У 1930-1938 роках Вільям був ректором англійського коледжу в Римі.
У 1935 році Годфрі був призначений на Папську комісію на Мальті, а в 1938 році він був апостольським візитатором католицьких семінарій та коледжів в Англії, Уельсі та Мальті. Годфрі брав участь у церемонії коронації короля Англії Георгія VI (1937).
21 листопада 1938 року він був призначений титулярним архієпископом Чіо (Кюс) та апостольським делегатом у Великій Британії, Гібралтарі, Мальті та Бермудських островах. Годфрі прийняв єпископське посвячення 21 грудня 1938 р. в Римі під рукою кардинала Раффаеле Россі, секретаря Ватиканської конгрегації для консисторії. У 1943 році він був додатково призначений повіреним у справах Святого Престолу в Польщі.
10 листопада 1953 р. був переданий з дипломатичної роботи архієпископу Ліверпуля, а 3 грудня 1956 р. — до столиці архієпископії Ветсмінстера. У першій консисторії Папи Івана XXIII він був піднесений до кардинала (15 грудня 1958 р.), З титулом пресвітера. Серед єпископів, яким він дав єпископські накази, були також, майбутні кардинали Гордон Джозеф Грей та Джон Хінан, а також архієпископ Кардіфф, Джон Алоісій Мерфі.
Годфрі брав участь у першому засіданні Другого Ватиканського Собору, та помер у перерві між соборними сесіями. Був похований у Вестмінстерському соборі в Лондоні.
Годфрі походив зі старого ірландського роду. Один з його предків отримав титул ірландського баронета в 1785 році. Інший представник став прародителем польської лінії цієї сім'ї. Це відбулося після 1651 року, коли під час жорстокого умиротворення Ірландії Кромвелем Годфрі залишає Англію і більше не повертається до неї. Так — згідно з легендою про герб, повинен був розпочатися польський рід Годфрі, який під час царської репресії втратив свою велич і взяв на полонізовані форми призвища: Годфрейов і Годфрейж.